# Premio César per la migliore promessa femminile
Il premio César per la migliore promessa femminile (César du meilleur espoir féminin o César du meilleur jeune espoir féminin) è un premio cinematografico assegnato annualmente dall'Académie des arts et techniques du cinéma a partire dal 1983 alla miglior giovane attrice emergente di un film di produzione francese uscito nelle sale cinematografiche nel corso dell'anno precedente.
Per facilitare il primo turno di voto, che determina le candidature, il Comité Révélations, costituito da direttori di casting, propone ai membri dell'Académie una preselezione di un numero massimo di venticinque attrici ed altrettanti attori scelti con un voto preliminare.

## Albo d'oro
I vincitori sono indicati in grassetto, a seguire gli altri candidati.

### Anni 1983-1989
- 1983: Sophie Marceau - Il tempo delle mele 2 (La boum 2)
  - Souad Amidou - Il grande fratello (Le grand frère)
  - Fabienne Guyon - Una camera in città (Une chambre en ville)
  - Julie Jézéquel - L'étoile du Nord
- 1984: Sandrine Bonnaire - Ai nostri amori (À nos amours)
  - Élisabeth Bourgine - Vive la sociale!
  - Laure Duthilleul - Le destin de Juliette
  - Agnès Soral - Ciao amico (Tchao Pantin)
- 1985: Laure Marsac - La Pirate
  - Sophie Duez - L'amico sfigato (Marche à l'ombre)
  - Fanny Bastien - Pinot simple flic
  - Emmanuelle Béart - Una strana passione (Un amour interdit)
- 1986: Charlotte Gainsbourg - L'Effrontée - Sarà perché ti amo? (L'Effrontée) 
  - Emmanuelle Béart - L'amour en douce
  - Zabou Breitman - Billy Ze Kick
  - Philippine Leroy-Beaulieu - Tre uomini e una culla (Trois hommes et un couffin)
  - Charlotte Valandrey - A Parigi con amore... (Rouge baiser)
- 1987: Catherine Mouchet - Thérèse
  - Marianne Basler - Una donna per tutti (Rosa la rose, fille publique)
  - Dominique Blanc - La donna della mia vita (La femme de ma vie)
  - Julie Delpy - Rosso sangue (Mauvais sang)
- 1988: Mathilda May - Il grido del gufo (Le cri du hibou) 
  - Anne Brochet - Volto segreto (Masques)
  - Julie Delpy - Quarto comandamento (La passion Béatrice)
  - Sophie Renoir - L'amico della mia amica (L'ami de mon amie)
- 1989: Catherine Jacob - La vita è un lungo fiume tranquillo (La vie est un long fleuve tranquille) 
  - Nathalie Cardone - Drôle d'endroit pour une rencontre
  - Clotilde de Bayser - L'Enfance de l'art
  - Ingrid Held - Ombre sui muri (La maison assassinée)

### Anni 1990-1999
- 1990: Vanessa Paradis - Noce blanche
  - Dominique Blanc - Il signore del castello (Je suis le seigneur du château)
  - Isabelle Gélinas - Suivez cet avion
  - Mireille Perrier - Un mondo senza pietà (Un monde sans pitié)
  - Valérie Stroh - Baptême
- 1991: Judith Henry - La timida (La discrète) 
  - Clotilde Courau - Le Petit Criminel
  - Florence Darel - Uranus
  - Judith Godrèche - La désenchantée
  - Isabelle Nanty - Zia Angelina (Tatie Danielle)
- 1992: Géraldine Pailhas - La neige et le feu
  - Marie-Laure Dougnac - Delicatessen
  - Marie Gillain - Mio padre, che eroe! (Mon père, ce héros.)
  - Alexandra London - Van Gogh
  - Elsa Zylberstein - Van Gogh
- 1993: Romane Bohringer - Notti selvagge (Les nuits fauves) 
  - Isabelle Carré - Beau fixe
  - Linh Dan Pham - Indocina (Indochine)
  - Charlotte Kady - Legge 627 (L.627)
  - Elsa Zylberstein - Beau fixe
- 1994: Valeria Bruni Tedeschi - Le persone normali non hanno niente di eccezionale (Les gens normaux n'ont rien d'exceptionnel) 
  - Virginie Ledoyen - Les marmottes
  - Chiara Mastroianni - Ma saison préférée
  - Florence Pernel - Tre colori: Film Blu (Trois couleurs: Bleu)
  - Karin Viard - La nage indienne
- 1995: Élodie Bouchez - L'età acerba (Les Roseaux sauvages) 
  - Marie Bunel - Couples et amants
  - Virginie Ledoyen - L'eau froide
  - Sandrine Kiberlain - Storie di spie (Les Patriotes)
  - Elsa Zylberstein - Mina Tannenbaum
- 1996: Sandrine Kiberlain - En avoir (ou pas)
  - Isabelle Carré - L'ussaro sul tetto (Le Hussard sur le toit)
  - Clotilde Courau - Élisa
  - Marie Gillain - L'esca (L'Appât)
  - Virginie Ledoyen - La fille seule
- 1997: Laurence Côte - Les Voleurs
  - Jeanne Balibar - Comment je me suis disputé... (ma vie sexuelle)
  - Monica Bellucci - L'appartamento (L'Apartament)
  - Garance Clavel - Ognuno cerca il suo gatto (Chacun cherche son chat)
  - Emmanuelle Devos - Comment je me suis disputé... (ma vie sexuelle)
- 1998: Emma de Caunes - Un frère
  - Jeanne Balibar - J'ai horreur de l'amour
  - Isabelle Carré - La donna proibita (La Femme défendue)
  - Amira Casar - La verità sull'amore (La Vérité si je mens!)
  - Laetitia Pesenti - Marius e Jeannette (Marius et Jeannette)
- 1999: Natacha Régnier - La vita sognata degli angeli (La Vie rêvée des anges) 
  - Marion Cotillard - Taxxi (Taxi)
  - Hélène de Fougerolles - Que la lumière soit
  - Sophie Guillemin - La noia (L'ennui)
  - Rona Hartner - Gadjo dilo - Lo straniero pazzo (Gadjo Dilo)

### Anni 2000-2009
- 2000: Audrey Tautou - Sciampiste & Co. (Vénus beauté (Institut)) 
  - Valentina Cervi - Rien sur Robert
  - Émilie Dequenne - Rosetta
  - Barbara Schulz - La dilettante
  - Sylvie Testud - Karnaval
- 2001: Sylvie Testud - Les Blessures assassines
  - Bérénice Bejo - Meilleur espoir féminin
  - Sophie Guillemin - Harry, un amico vero (Harry, un ami qui vous veut du bien)
  - Isild Le Besco - Sade
  - Julie-Marie Parmentier - Les Blessures assassines
- 2002: Rachida Brakni - Chaos
  - Marion Cotillard - Les jolies choses
  - Hélène de Fougerolles - Chi lo sa? (Va savoir)
  - Hélène Fillières - Regine per un giorno (Reines d'un jour)
  - Isild Le Besco - Roberto Succo
- 2003: Cécile de France - L'appartamento spagnolo (L'auberge espagnole) 
  - Émilie Dequenne - Une femme de ménage
  - Mélanie Doutey - Le frère du guerrier
  - Marina Foïs - Filles perdues, cheveux gras
  - Ludivine Sagnier - 8 donne e un mistero (8 Femmes)
- 2004: Julie Depardieu - La Petite Lili
  - Marie-Josée Croze - Le invasioni barbariche (Les invasions barbares)
  - Dinara Drukarova - Da quando Otar è partito (Depuis qu'Otar est parti)
  - Sophie Quinton - Qui a tué Bambi?
  - Laura Smet - Corpi impazienti (Les Corps impatients)
- 2005: Sara Forestier - La schivata (L'esquive) 
  - Marilou Berry - Così fan tutti (Comme une image)
  - Lola Naymark - Le ricamatrici (Brodeuses)
  - Sabrina Ouazani - La schivata (L'esquive)
  - Magali Woch - I re e la regina (Rois et reine)
- 2006: Linh Dan Pham - Tutti i battiti del mio cuore (De battre mon cœur s'est arrêté) 
  - Mélanie Doutey - Il ne faut jurer... de rien!
  - Déborah François - L'Enfant
  - Marina Hands - Les âmes grises
  - Fanny Valette - La petite Jérusalem
- 2007: Mélanie Laurent - Je vais bien ne t'en fais pas
  - Déborah François - La voltapagine (La tourneuse de pages)
  - Marina Hands - Lady Chatterley
  - Maïwenn Le Besco - Pardonnez-moi
  - Aïssa Maïga - Bamako
- 2008: Hafsia Herzi - Cous cous (La graine et le mulet)
  - Clotilde Hesme - Les chansons d'amour
  - Louise Blachère - Naissance des pieuvres
  - Adèle Haenel - Naissance des pieuvres
  - Audrey Dana - Roman de gare
- 2009: Déborah François - Le Premier Jour du reste de ta vie
  - Marilou Berry - Vilaine
  - Louise Bourgoin - La fille de Monaco
  - Anaïs Demoustier - Les grandes personnes
  - Léa Seydoux - La belle personne

### Anni 2010-2019
- 2010: Mélanie Thierry - Le Dernier pour la route
  - Pauline Étienne - Qu'un seul tienne et les autres suivront
  - Florence Loiret Caille - Je l'aimais
  - Stéphanie Sokolinski - À l'origine
  - Christa Théret - LOL - Laughing Out Loud
- 2011: Leïla Bekhti - Tout ce qui brille
  - Anaïs Demoustier - D'amour et d'eau fraîche
  - Audrey Lamy - Tout ce qui brille
  - Léa Seydoux - Belle Épine
  - Yahima Torres - Venere nera (Vénus Noire)
- 2012: Naidra Ayadi - Polisse ex aequo Clotilde Hesme - Angèle e Tony (Angèle et Tony)
  - Adèle Haenel - L'Apollonide - Souvenirs de la maison close
  - Céline Sallette - L'Apollonide - Souvenirs de la maison close
  - Christa Théret - La Brindille
- 2013: Izïa Higelin – Mauvaise fille
  - Alice de Lencquesaing – Au galop
  - Lola Dewaere – Mince alors!
  - Julia Faure – Camille redouble
  - India Hair – Camille redouble
- 2014: Adèle Exarchopoulos - La vita di Adele (La Vie d'Adèle - Chapitres 1 & 2)
  - Lou de Laâge - Jappeloup
  - Pauline Étienne - La religiosa (La Religieuse)
  - Golshifteh Farahani - Come pietra paziente (Syngué sabour)
  - Marine Vacth - Giovane e bella (Jeune et Jolie)
- 2015: Louane Emera - La famiglia Bélier (La Famille Bélier)
  - Lou de Laâge - Respire
  - Joséphine Japy - Respire
  - Ariane Labed - Fidelio, l'odyssée d'Alice
  - Karidja Touré - Diamante nero (Bande de filles)
- 2016: Zita Hanrot – Fatima
  - Lou Roy-Lecollinet – I miei giorni più belli (Trois souvenirs de ma jeunesse)
  - Diane Rouxel – A testa alta (La Tête haute)
  - Sara Giraudeau – Les Bêtises
  - Camille Cottin – Connasse, princesse des cœurs
- 2017: Oulaya Amamra – Divines
  - Paula Beer - Frantz
  - Lily-Rose Depp - Io danzerò (La danseuse)
  - Noémie Merlant - Le ciel attendra
  - Raph - Ma Loute
- 2018: Camélia Jordana – Quasi nemici - L'importante è avere ragione (Le Brio)
  - Iris Bry - Les Gardiennes
  - Laetitia Dosch - Montparnasse - Femminile singolare (Jeune Femme)
  - Eye Haïdara - C'est la vie - Prendila come viene (Le Sens de la fête)
  - Garance Marillier - Raw - Una cruda verità (Grave)
- 2019: Kenza Fortas - Shéhérazade
  - Ophélie Bau - Mektoub, My Love - Canto uno
  - Galatea Bellugi - L'apparizione (L'apparition)
  - Jehnny Beth - Un amour impossible
  - Lily-Rose Depp - L'uomo fedele (L'homme fidèle)

### Anni 2020-2029
- 2020: Lyna Khoudri – Non conosci Papicha (Papicha)
  - Luàna Bajrami – Ritratto della giovane in fiamme (Portrait de la jeune fille en feu)
  - Céleste Brunnquell – Les Éblouis
  - Nina Meurisse  – Camille
  - Mame Bineta Sané – Atlantique
- 2021: Fathia Youssouf – Donne ai primi passi (Mignonnes)
  - India Hair – Poissonsexe
  - Julia Piaton – Les choses qu'on dit, les choses qu'on fait
  - Camille Rutherford  – Felicità
  - Mélissa Guers – La ragazza con il braccialetto (La Fille au bracelet)
- 2022: Anamaria Vartolomei - La scelta di Anne - L'Événement (L'Événement)
  - Noée Abita - Slalom
  - Salomé Dewaels - Illusioni perdute (Illusions perdues)
  - Agathe Rousselle - Titane
  - Lucie Zhang - Parigi, 13Arr. (Les Olympiades)
- 2023: Nadia Tereszkiewicz - Forever Young - Les Amandiers (Les Amandiers)
  - Marion Barbeau - La vita è una danza (En corps)
  - Guslagie Malanda - Saint Omer
  - Rebecca Marder - Une jeune fille qui va bien
  - Mallory Wanecque - I peggiori di tutti (Les Pires)
- 2024: Ella Rumpf - Il teorema di Margherita (Le Théorème de Marguerite)
  - Céleste Brunnquell - La Fille de son père
  - Kim Higelin - Le Consentement
  - Suzanne Jouannet - La Voie royale
  - Rebecca Marder - De grandes espérances
- 2025: Maïwene Barthelemy – Vingt Dieux
  - Malou Khebizi – Diamant brut
  - Megan Northam – Rabia
  - Mallory Wanecque – L'amore che non muore (L'Amour ouf)
  - Souheila Yacoub – Planète B